# Камерунська кампанія
Камерунська кампанія — військова кампанія за часів Першої світової війни, що тривала з серпня 1914 до березня 1916 року на заході Африканського континенту, з вторгненням британсько-франко-бельгійських військ на територію німецької африканської колонії Камерун. Переважна більшість боїв та сутичок сталась на території цієї колонії, однак іноді німецьким загонам вдавалось змагатися з противником на території сусідньої британської колонії — в Нігерії. Весною 1916 року німецькі війська відступили до нейтральної Іспанської Гвінеї (Ріо-Муні), а Камерун був поділений між Французькою республікою та Британською імперією.

## Історія

### Передумови
У 1884 році Німецька імперія в контексті колоніального поділу континенту встановила протекторат над Камеруном. У 1912 році Франція, відповідно до умов Феського договору, що закінчив Другу марокканську кризу, поступилась Німеччині більшою частиною східних земель Нового Камеруну, у свою чергу Німеччина відмовлялася від зазіхань на Марокко.
За станом на початок світового конфлікту в Європі, до складу Німецького Камеруну входила територія сучасного Камеруну, частина Нігерії, Чаду, Габону, Республіки Конго і Центрально-Африканської республіки. Німецька колонія з усіх боків межувала з колоніальними володіннями Антанти: на північному заході — з Британським Камеруном, на південному сході — з Бельгійським Конго, на сході — з Французькою Екваторіальною Африкою. Територія Іспанської Гвінеї, що залишалась нейтральною, з 3-х сторін була оточена Німецьким Камеруном, а з заходу — морем. До початку Першої світової війни Камерун залишався практично недослідженим і нанесеним на карту не був. Процес демаркації кордонів між колоніальними володіннями держав ще тривав, у 1911—1912 була досягнута угода про границі між французькими колоніями в Габоні, Середньому Конго, Убангі-Шарі та Чаді. А в 1913 році між Британською Нігерією і Камеруном була проведена перша демаркаційна лінія.
Чисельність німецьких колоніальних військ в Камеруні складала 1 855 осіб Schutztruppen. Незважаючи на те, чисельність колоніальних військ до середини 1915 року склала вже 6 000 осіб. Однак, чисельність військ союзників набагато перевищувала чисельність німецьких військ. Одні тільки війська Французької Екваторіальної Африки до початку війни налічували 20 000 чоловік, тоді як війська Британської Камеруну становили 7 550 людей.

### Воєнні дії
На початку Першої світової війни, німецька колоніальна адміністрація, посилаючись на Берлінську конференцію 1884 року спробувала укласти угоду з адміністраціями колоній Великої Британії та Франції, згідно з яким військові дії на території Африки вестися не повинні були. Однак союзники не пішли їм назустріч. Франція хотіла повернути території, що відійшли Німеччини за умовами Феського договору. 6 серпня 1914 французькі війська під командуванням Ж.Еймеріха розпочали першу експедицію на територію ворога та вторглися зі сходу на територію Німецького Камеруну. Вони наступали по болотистій нерозвиненої місцевості, яка спочатку німці не чинили значний опір противникові.
25 серпня британські сили вторглися в Німецький Камерун, ведучи наступ по 3-х напрямках. Вони підійшли до Маруа (Крайній північний регіон), Гаруа (Північний регіон) і Нсанаконгу (Південний регіон). Британським військам, що рухалися на Гаруа під проводом полковника Макліра, було наказано атакувати німецький прикордонний пост, розташований у Тепе поблизу міста. 25 квітня вперше у військовій кампанії сталась битва біля Тепе, де британці розбили німців.
Надалі британське командування спробувало с ходу опанувати Мору (Північний регіон), однак зазнало невдачі. Облога міста тривала до кінця кампанії. Однак, у битві біля Нсанаконгі (Південний регіон) британські війська були розбиті. Потім Маклір розгорнув війська і направив їх до Гаруа, де 31 серпня вони були розбиті німцями.
У вересні 1914 року німецькі війська замінували гирлі річки Вурі і затопили велику кількість військових кораблів, утворивши бар'єр, який захищав Дуала, найбільше місто та важливий торговельний і адміністративний центр колонії. Британські та французькі кораблі обстрілювали міста Камеруну, розташованих на узбережжі. 27 вересня 1914 року морський десант британців під командуванням бригадного генерала Ч.Добелла, після того, як очистили гирло річки Вурі від мін, висадився на берег та захопив місто. Незабаром британці та французи окупували практично все узбережжя Німецького Камеруну, а 21 вересня французькі війська окупували Укоко, який перебував під владою німців з 1911 року.
На початок 1915 року більшість німецьких військ, за винятком оточених у Морі і Гаруа, відступила в гірські райони Камеруну в околиці Яунде, який став новою столицею колонії. Навесні німецькі війська були ще в стані відбивати атаки військ Антанти. Німецькі війська під командуванням гауптмана фон Крайльсгайма, оточені в Гаруа, навіть перейшли в наступ, розбивши британців у битві при Гуріні. Однак, у червні 1915 британські війська завдали німцям поразки у другій битві за Гаруа. Завдяки перемозі в цій битві, британці могли більше не продовжувати наступ на решті території Північного Камеруну. 29 червня британські війська розгромили німців в битві біля Нгаундері. Наступ Ф. Канліффа на Яунде було зупинено через початок проливних дощів, але не через тривалу облоги Мори.
Коли погода покращилася, війська британської корони відновили наступ. 4-6 листопада після короткої облоги капітулював німецький гарнізон Баньйо. До грудня війська Канліффа і Добелла стали діяти спільно і готуватися до штурму Яунде. До кінця 1915 року більша частина території Камеруну перебувала в руках у бельгійців і французів.
У початку 1916 року командувач німецькими військами у Камеруні Карл Генріх Циммерман дійшов висновку, що кампанія програна. Союзники взяли в облогу Яунде, з кожною атакою німецькі війська все більше слабшали, і Циммерман наказав військам, що вцілили, і населенню бігти в Іспанську Гвінею. В середині лютого останній німецький гарнізон Мора склав зброю. Німецькі війська і населення, котрі втекли до Іспанської Гвінеї, були мирно зустрінуті іспанцями, які відмовилися видавати їх Антанті. Велика частина населення Камеруну так і залишилась в Гвінеї, німці евакуювалися на острів Фернандо-По, а деякі німці до кінця війни були відправлені до Голландії, звідки вони могли дістатися Німеччини. Багато тубільців переїхали до Мадрида, де жили на німецькі гроші.